# Anna Alexandrowna Omarowa
Anna Alexandrowna Omarowa-Tolokina (russisch Анна Александровна Омарова; * 3. Oktober 1981 in Pjatigorsk, RSFSR) ist eine russische Kugelstoßerin. 
Omarowas persönlicher Bestwurf beträgt 19,69 m, gemessen im Juni 2007 in München. 2007 bei den Halleneuropameisterschaften wurde sie Sechste und bei den Weltmeisterschaften Neunte. 2008 bei den Hallenweltmeisterschaften wurde sie Achte und bei den Olympischen Spielen Sechste.